# Ladoga prodiga
Ladoga prodiga är en fjärilsart som beskrevs av Hans Fruhstorfer 1909. Ladoga prodiga ingår i släktet Ladoga och familjen praktfjärilar. Inga underarter finns listade i Catalogue of Life.